# 瓦赫
瓦赫（羅馬化：Wah）是巴基斯坦旁遮普省的城市。城市中部分休閒設施（包括一座花園）據信是由莫臥兒帝國的阿克巴國王在16世紀所建造的。
瓦赫是正在成長的工業中心，並和白沙瓦、伊斯蘭瑪巴德和拉瓦爾品第之間以陸路連結。瓦赫擁有南亞最大型的水泥工廠，以及大型的牽引機、農業機具工廠。此外巴基斯坦國防部管轄的兵工廠也設立於此。

## 外部連結
- 瓦赫的照片集
- 瓦赫的衛星影像